# César De Cock
Pour les articles homonymes, voir De Cock.
César De Cock, né le 23 juillet 1823 à Gand où il est mort le 16 juillet 1904, est un peintre et graveur belge, actif en France, membre de l'école de Barbizon.

## Biographie
Fils d'un petit tailleur de Gand, frère cadet de Xavier De Cock, élève à l'École des Beaux-Arts de Gand, il s'adonne d'abord et principalement à la musique et au chant, puis, atteint de surdité, il se consacre exclusivement à la peinture. Appelé en France par son frère Xavier, il devient l'élève de Daubigny et de Louis Français.
Peintre de scène de genre, de nature morte, animalier, paysagiste et aquarelliste, César De Cock se lie d'amitié avec Corot, Rousseau, Diaz et Troyon.
Bientôt les De Cock, gens simples, grands travailleurs, bons compagnons, sont admis à Paris aussi bien par les organisateurs d'expositions officielles que par les marchands, comme s'ils étaient des Français d'origine. Le critique d'art Bourgeat notera « César est à Corot ce que Xavier est à Daubigny ». Le premier est plus fin, plus poète que le second et celui-ci se montre plus ferme, plus chaud, plus vigoureux que l'autre. Edmond About dira que Daubigny et Corot doivent voir dans César et Xavier De Cock « non des copistes mais des compagnons de combat inspirés ». Corot appelle César « son benjamin ». Théophile Gautier consacrera — selon sa méthode de critique versifiée — un de ses sonnets à La cressonnière, une toile de César De Cock très remarquée au Salon de 1886.
Il passe par Paris où il séjourne une courte période, puis à Gasny dans l'Eure. Il participe régulièrement aux salons, notamment à Paris où il obtient des médailles en 1867 et 1869. Ses voyages l'ont conduit à peindre à Barbizon à partir de 1860, à Veules-les-Roses, dans les bois de Meudon puis au pays de la Lys.
Durant la guerre de 1870, il se réfugie à Deurle qu'il quitte aussitôt le conflit terminé. En 1880, il se fixe définitivement à Gand, mais va fréquemment peindre sur les bords et aux environs de la Lys.
L'influence de son maître Edme-François Daubigny et de Louis Français peut se voir dans ses paysages, mais aussi le goût des forêts aux verts nuancés d'Hobbema, tout en se rapprochant de l'impressionnisme,,.
César De Cock a influencé de nombreux peintres, notamment Vincent van Gogh, qui le nomme explicitement dans ses lettres à son frère Théo.
En 1900, il est nommé officier de l'Ordre de Léopold.
La Photo de César De Cock par Ferdinand Mulnier est conservée par le Metropolitan Museum of Art à New York.

## Œuvre

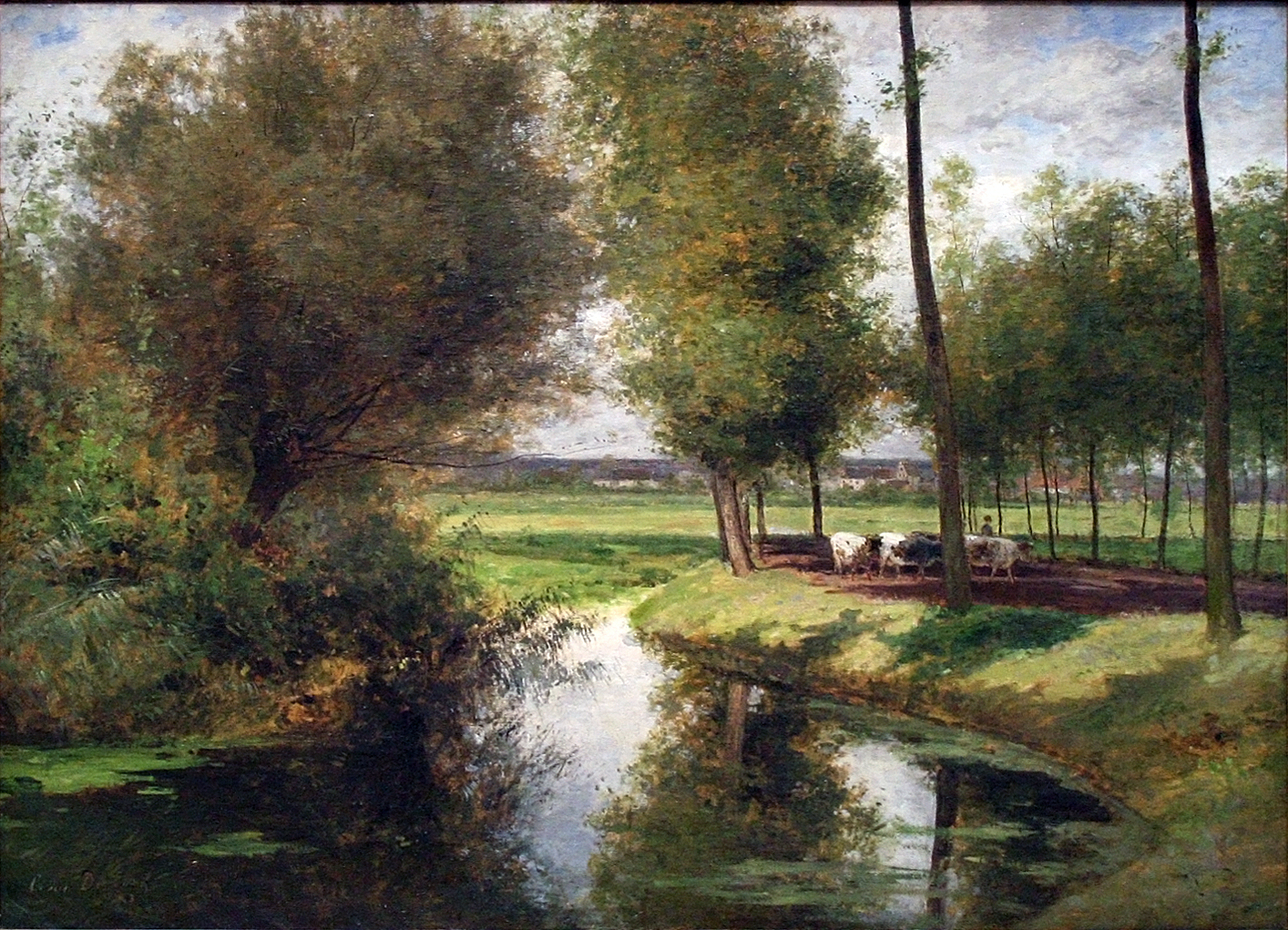
Paysage de la rivière Lys (1863)
musée des beaux-arts de Gand

Au moment où l'impressionnisme avec ses vives couleurs pures et ses effets rayonnants, fait sa percée en France, comme beaucoup d'artistes belges, il poursuit son travail dans la gamme sombre d'Artan et de Boulenger. C'est pourquoi la critique d'art parle de l"école du gris".
Il est exposé dans la majorité des grands musées à travers le monde, dont le Musée du Louvre à Paris, le Rijksmuseum d'Amsterdam, le Prado à Madrid, le MET à New York, ou encore le Victoria and Albert Museum à Londres.
- Paysage de la Lys ou Le Chemin du 'Patijntje' à Gand, 1863, huile sur toile, 99 × 139 cm, Musée des beaux-arts de Gand[8]
- La Vallée de Monville, 1864, huile sur bois, 29 × 44 cm, Le Mans, Musée de Tessé[9]
- Vue prise de la cressonnière de Veules en Normandie, 1865, huile sur toile, 122 × 176 cm, Musée de Grenoble[10]
- Bords d'une rivière normande, 1868, huile sur toile, 80 × 120 cm, Le Havre, Musée d'art moderne André-Malraux[11]
- Une matinée ensoleillée dans la forêt, 1868, huile sur toile, 66 × 48 cm, Helsinki, Galerie nationale de Finlande[12]
- Le Matin dans le bois, à Sèvres, 1869, huile sur toile, 125 × 185 cm, Palais des Beaux-Arts de Lille[13]
- Paysage, 1870 - 1875, huile sur toile, 65 × 49 cm], Madrid, Musée du Prado[14]
- Sentier sous bois, 1871, huile sur toile, 43 × 63 cm, Musée des beaux-arts de Reims[15]
- Un soleil couchant dans le bois, 1872, huile sur toile, 81 × 120 cm, Musée des Beaux-Arts de Pau[16]
- Pêcheurs à la ligne, 1872, huile sur toile, 48 × 65 cm, Musée des beaux-arts de Reims[17]
- Paysage, 1872, huile sur toile, 37 × 29 cm, Musée des beaux-arts de Reims[18]
- Ruisseau dans la forêt, 1872, huile sur toile, 44 × 64 cm, Musée des Beaux-Arts de Boston[19]
- Bord de rivière, 1873, huile sur toile, 62 × 50 cm, La Haye, Collection Mesdag[20]
- Lavandière, 1876, huile sur panneau, 30 × 44 cm, Milwaukee Art Museum[21]
- Paysage, 1878, huile sur toile, 68 × 47 cm,Musée des Beaux-Arts de Rennes [22]
- Environs de Saint-Germain-en-Laye, 1879, huile sur toile, 57 × 83 cm,Musée royal des Beaux-Arts d'Anvers[23]
- Femme au bord d'un étang, en fôret, 1881, huile sur toile, 54 × 38 cm, Troyes, Musée Saint-Loup[24]
- Les Bords de l'Epte à Gagny, 1882, huile sur toile, 97 × 137 cm, Anvers, Musée royal des Beaux-Arts d'Anvers[25]

Dates non documentées
- Soirée en Normandie, huile sur toile, 46 × 68 cm, Musée des beaux-arts de Gand[8]
- Étang dans la forêt, 20 × 29 cm, Helsinki, Galerie nationale de Finlande[26]

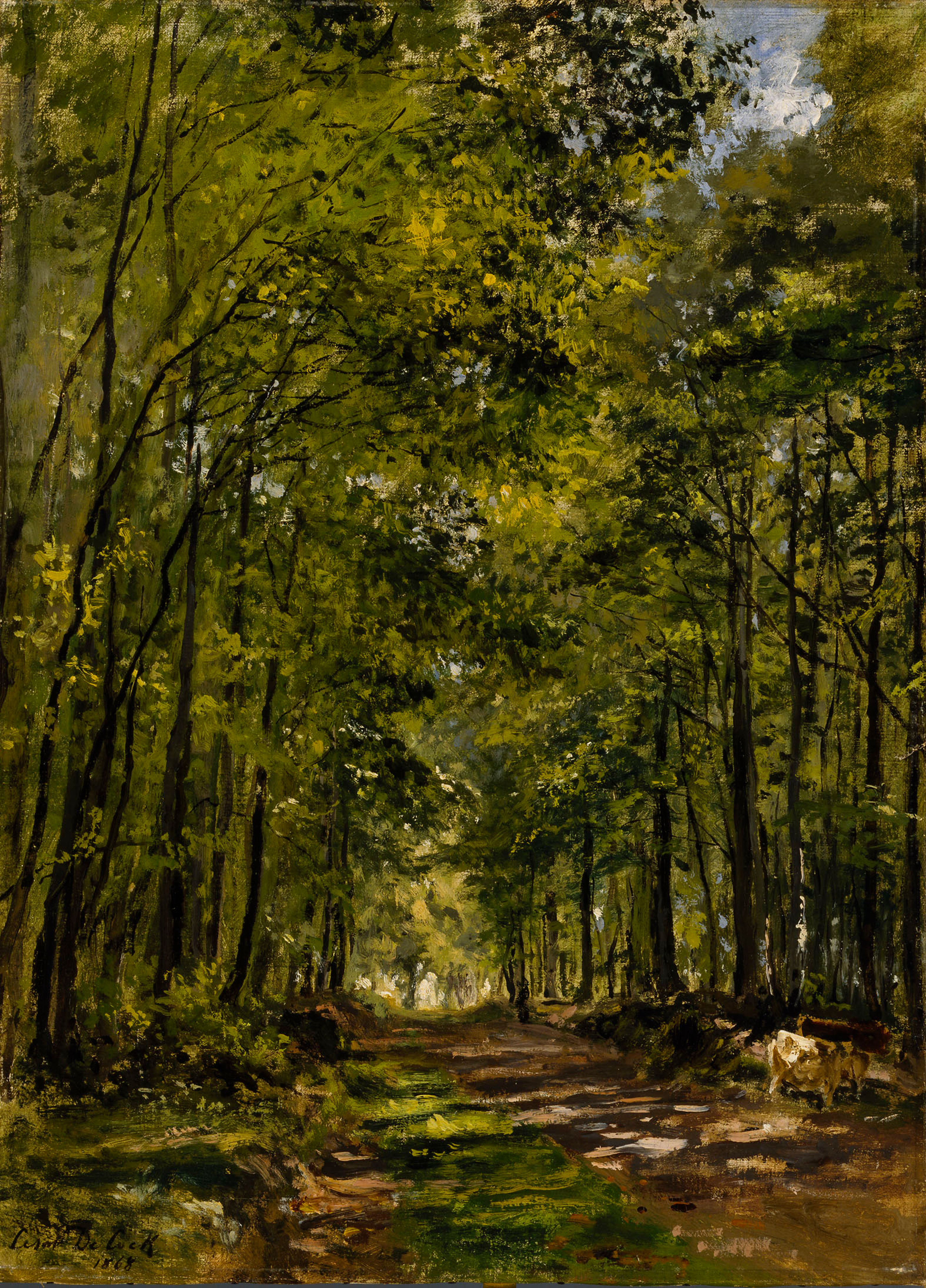
Une matinée ensoleillée dans la forêt, 1868 Helsinki, Galerie nationale de Finlande
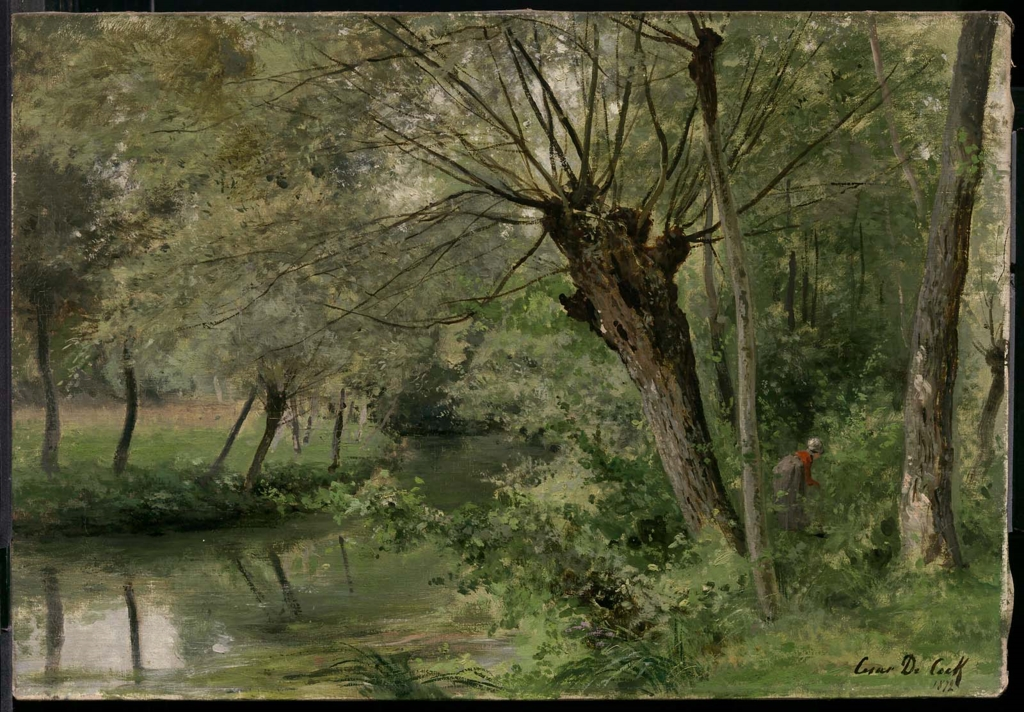
Ruisseau dans la forêt, 1872 Musée des Beaux-Arts de Boston
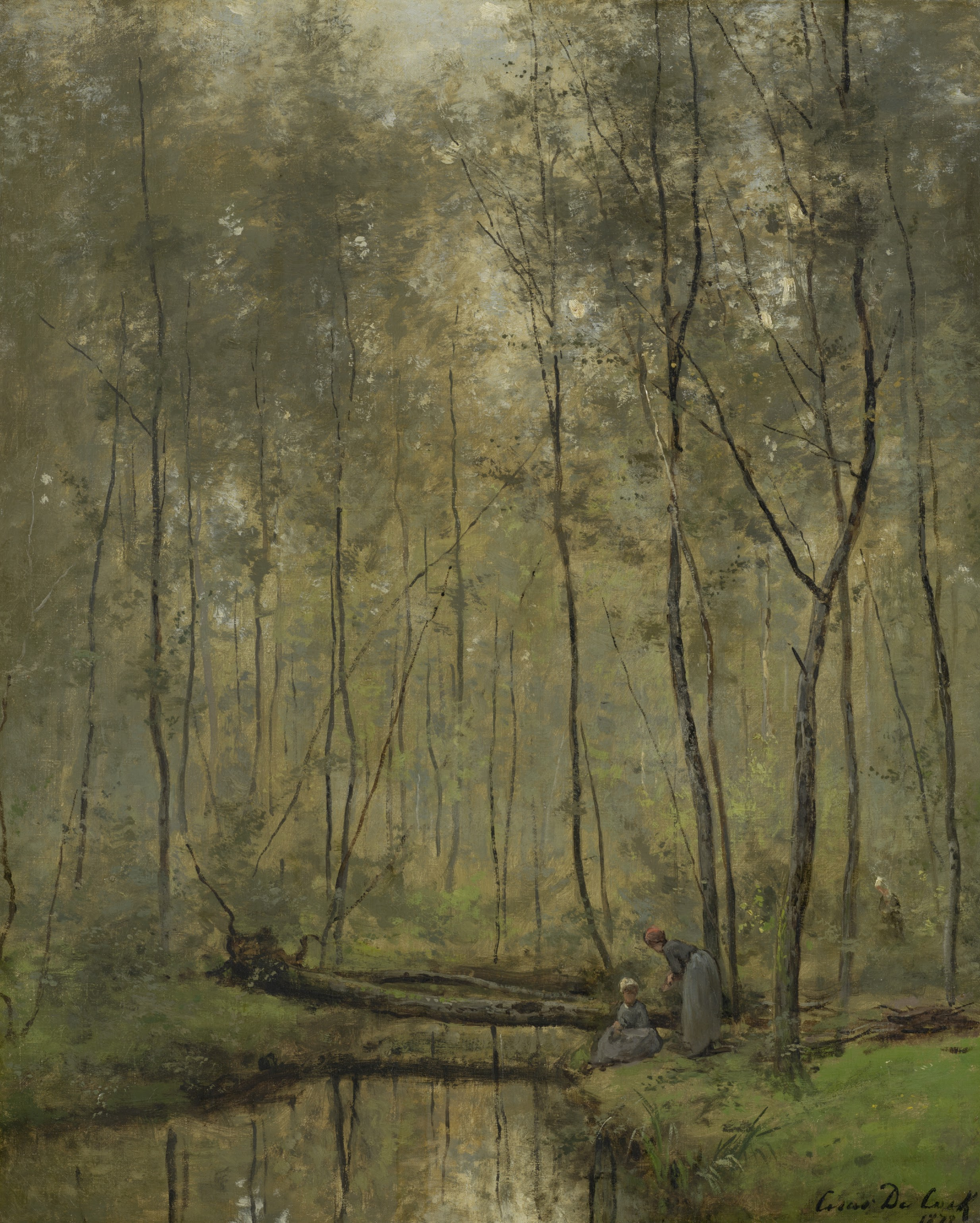
Bord de rivière, 1873 La Haye, Collection Mesdag
Les Bords de l'Epte à Gagny, 1882 Anvers, Musée royal des Beaux-Arts d'Anvers

Arts graphiques
- Ottawa, Musée des Beaux-Arts du Canada : Vue de Longueville, Seine-Inférieure, 1864, estampe, 22 × 31 cm[27]

A documenter [réf. nécessaire]
- Amsterdam, Rijksmuseum Amsterdam : Paysage dégagé avec collines et bois, Ruisseau à travers la forêt
- Limoges, Musée des Beaux-Arts de Limoges : Intérieur de forêt, paysage d'automne
- Paris, Musée du Louvre : Le Chemin de la Garenne
- Liège[Où ?] : Paysage, intérieur de forêt
- Londres, Victoria and Albert Museum : Rivière à Gasny
- Philadelphie, Philadelphia Museum of Art : The Brook Canal

### Salons
- Salon des artistes français de 1881 : Le Vieux Saule à Gasny (près de Giverny) (1880)